# Marta Bryła
Marta Bryła (ur. 21 lipca 1993 w Warszawie) – polska aktorka filmowa.

## Życiorys
Jest absolwentką Wydziału Aktorskiego Akademii Sztuk Teatralnych im. Stanisława Wyspiańskiego w Krakowie – Filii we Wrocławiu (2021). Największą popularność przyniosła jej rola królowej Aldony Anny Giedyminówny w serialu historycznym Korona królów.

## Filmografia
- 2012: Idealna niania jako kandydatka na nianię Marta (sez. 1, odc. 12)
- 2013: To nie koniec świata jako kelnerka (odc. 3)
- 2013: Barwy szczęścia jako dziewczyna (odc. 1039)
- 2014: M jak miłość jako pielęgniarka (odc. 1114)
- 2014: Na Wspólnej jako dziewczyna (odc. 1967)
- 2014: Barwy szczęścia jako Mila (odc. 1066); koleżanka Natalii i Klemensa (odc. 1151)
- 2015: Strażacy (odc. 2)
- 2016: Pierwsza miłość jako klientka pubu „Barbarian”
- 2017–2019: Na dobre i na złe jako Oliwia Popławska
- 2018: Podatek od miłości jako recepcjonistka Klaudia na promie
- 2018–2019: Korona królów jako królowa Aldona Anna Giedyminówna, pierwsza żona Kazimierza Wielkiego (odc. 1–63, 65–77, 244)
- 2019: Proceder jako pielęgniarka z psychiatryka
- 2019–2020: Na Wspólnej jako Sara Stankiewicz (odc. 3039, 3044, 3047–3048, 3054, 3056–3057, 3064, 3068, 3073, 3078, 3083, 3115, 3117)
- 2022: Stulecie Winnych jako kobieta w stoczni (odc. 44)
- 2022: Komisarz Alex jako Laura Jakubiak, menadżerka Majewskiej (odc. 221)
- 2023: Pokolenie Ikea jako Łucja
- 2024: Dalej Jazda! jako kurierka